# Mary Jepkosgei Keitany
Mary Jepkosgei Keitany, född 18 januari 1982, är en långdistanslöpare från Kenya.
Hon slog i februari 2011 världsrekordet i halvmaraton med tiden 1:05:50, och samtidigt världsrekordet på 10, 15 och 20 km landsväg. Detta lopp ägde rum i Ras Al Khaimah, Förenade Arabemiraten. Hon har tidigare vunnit VM i halvmaraton år 2009.
I september 2021 avslutade Marie Jepkosgei Keitany sin karriär efter en höftskada som berövade henne tävling i två år i rad.